# Ascetisme
Ascetisme és una opció ètica que considera que l'ésser humà ha d'atènyer la felicitat o la perfecció en la reducció màxima de la dependència de les necessitats materials i corporals, en la renúncia voluntària de plaers (sexuals, estètics, gastronòmics…) i fins i tot en inferir-se dolor per mortificacions corporals. Etimològicament ascètic deriva del grec antic ἄσκησις (askēsis) que significa entrenament o exercici esportiu.

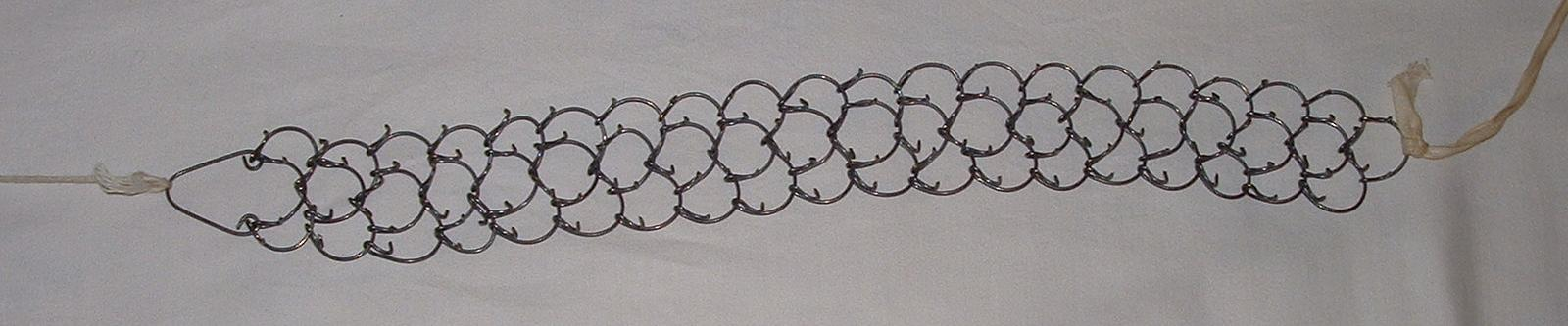
Un cilici modern, utilitzat per Opus Dei

La noció ascètica és una opció ètica o religiosa que es troba en moltes cultures, com una acció permanent de certs grups sacrals, o com un període de quaresma durant la qual tothom ha de «purificar-se» una vegada l'any o en preparació d'un ritu de transició. L'ascetisme previ al sacrifici ha acabat essent sovint el sacrifici sencer.

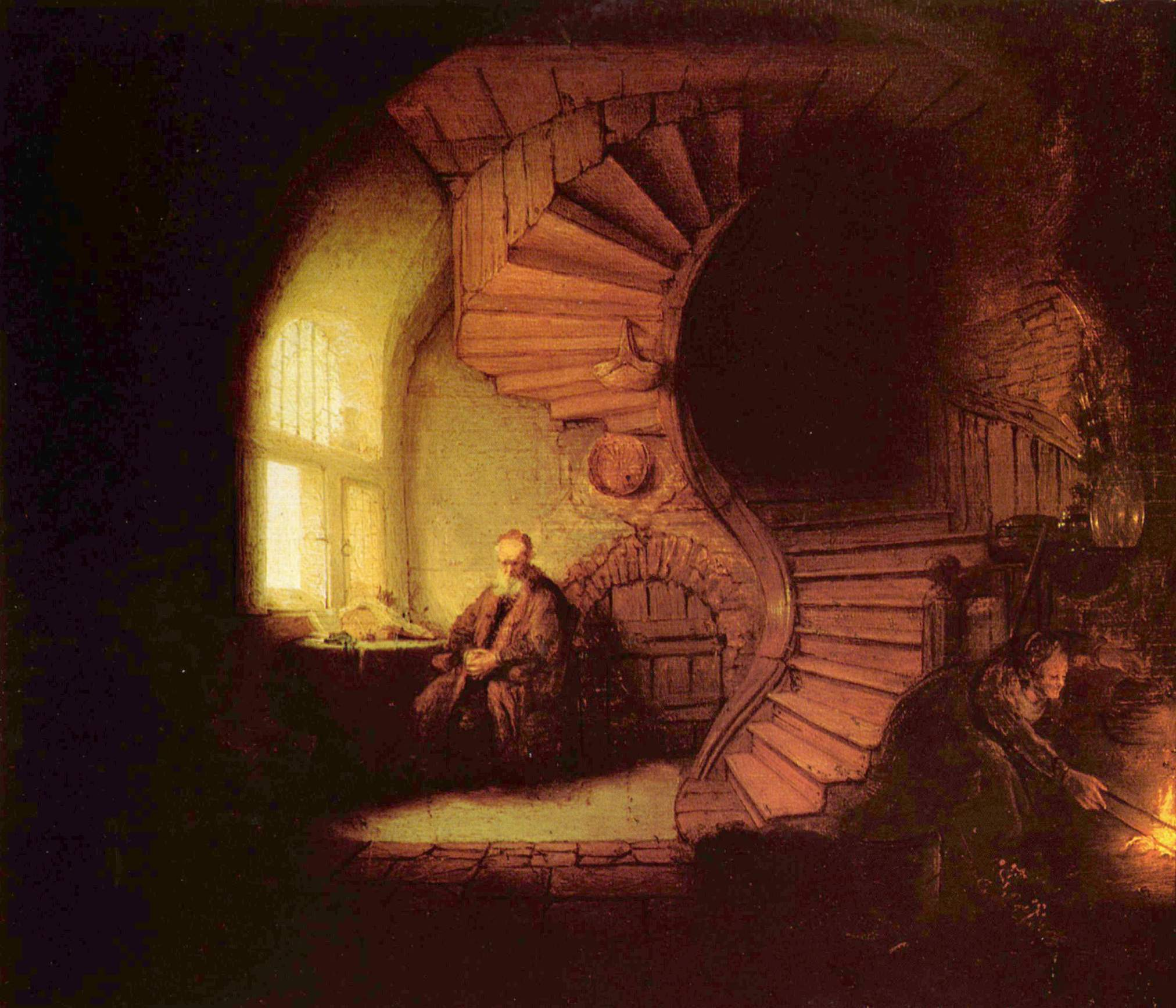
Amb aquest quadre Rembrandt exemplifica l'actitud de l'asceta.

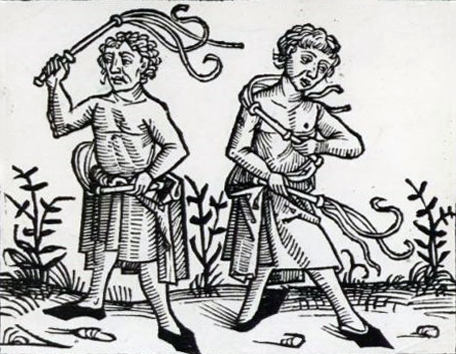
Flagel·lants al segle XV

Al cas d'un ascetisme exagerat, que sobreestima el valor de la renúncia i de la mortificació, es fa servir el terme d’asceticisme.

## Escoles d'ascetisme
En l'ascetisme budístic, és la noció de moderació i d'independència de passions que prepondera; en l'estoïcisme, la lluita contra les passions o la impassibilitat; al gnosticisme i el catolicisme, la noció de dolor, que mai no podrà compensar el que va patir el Crist crucifixat. Refusar un plaer, tot i un plaer legítim, és considerat com una virtut i consumir un plaer, com un vici o un pecat. El gnosticisme va introduir la teoria que la purificació del cos per l'abstinència i el dolor ajuda a aconseguir una connexió més íntima amb la divinitat i, en conseqüència, a trobar la pau interior.
Durant el cristianisme primerenc van desenvolupar-se diversos moviments d'ascetisme exagerat o d'asceticisme: els anacoretes, els estilites i molts més. Al judaisme un moviment semblant va manifestar-se al segle ii amb els essenis. També dins les estructures monacals, els exercicis ascètics podien prendre formes extremes d'abstinència, de laceració corporal en pensar que ajudava a obtenir la gràcia divina i a atènyer un estat de perfecció superior que el comú dels mortals mai no podran aconseguir. Inspirat de Plató i dels neoplatonistes que preconitzen la immortalitat de l'ànima, van encara més lluny en concloure que el cos — als texts ancians es parla de la carn — junts amb el dimoni són els enemics de l'ànima, que s'han de dominar amb tots els mitjans possibles. Encara avui, els membres d'Opus Dei prossegueixen la tradició i porten el cilici. El luteranisme va rejectar tota forma d'ascetisme inflictiu o de mortificació. Només accepta la sanctificació per moderació i continència de passions i desitjos pecaminosos.
A l'inici del segle xx el sociòleg alemany Max Weber veu una diferència conceptual en «l'ascesi que refusa el món» i «l'ascesi intramundial». Aquesta darrera es manifesta per exemple en moviments que volen imposar un ideal ascètic, dins del món a tothom com per exemple Oliver Cromwell, els Quakers o certes branques del pietisme. Riquesa i èxit professional, per a l'ascètic intramundial, són considerats com bons, en la mesura que són una prova que el pietós col·labora al manteniment del món i de la creació. S'hi veuen una expressió de la gràcia de Déus per a aquesta feina ben feta. Riquesa i èxit són dolents ans al contrari si el ric en gaudeix i n'esdevé dependent. Mutatis mutandis s'ha de concebre l'eroticisme, la violència d'estat, el poder amb el mateix racionalisme ascètic: són bons quan contribueixen al manteniment del món, dolents quan hom hi troba un plaer personal o una passió. Weber veu en aquesta ascesi «intramundial» un dels factors que van contribuir a l'èxit econòmic i tècnic de l'Occident. L'art, el lleure i altres activitats «inútils» són ipso facto dolents.

## Contramoviments i crítica
Des de l'edat antiga hi va haver escoles que van concebre una ètica que valora l'art de cultivar el seu plaer propi i el dels altres. Acorden un lloc central al gaudi responsable com en l'hedonisme i l'epicureisme. Els sofistes van reprotxar a Sòcrates que havia creat una ètica «per a impotents, dèbils i ressentits, perquè les seues virtuts consistien a no fer, quelcom satisfactori per als que no poden fer.» Des del segle xv a l'occident, el renaixement i la redescoberta dels filòsofs antics precristians van originar diversos moviments llibertins que volien rehabilitar el plaer. Martin Luter va excloure el principi de l'ascesi i de la mortificació. Tot i això, els moviments protestants de més influència, el calvinisme i el luteranisme, tenien un component ascètic pronunciat, a la diferència que refusaven el dolor autoinfligit.
Amb l'emancipació burgesa i la secularització, els reprotxos d'hipocrisia van esdevenir més forts al segle xix. El poeta alemany, Heinrich Heine va resumir l'actitud religiosa en els seus versos famosos del 1844: «Sé que d'amagat beuen vi / i en públic prediquen aigua». Friedrich Nietzsche va ser un altre oponent de l'ideal ascètic, en el qual ell veia una «tossudesa contre si mateix», «fer-se trossos de si mateix». En cada moral ascètica, l'home adora una part de si mateix, però, per poder fer-ho, li cal diabolitzar la resta, i és de fet, segons Nietzsche, una forma suprema de vanitat. La mortificació i l'ascèsi van en sens contrari dels valors de la vida.
Al segle xx, Bertrand Russell no va estalviar la seva crítica en contra de l'ascetisme: «Religions que condemnen el plaer dels sentits, condueixen els homes a perseguir el plaer del poder. Durant tota la història, poder va ser el vici de l'ascètic.» Els escàndols d'abusos que van perdurar decennis a diverses institucions religioses i que van palesar a poc a poc a l'inici del segle xxi van fer perdre el poc d'autoritat moral d'unes institucions que predicaven abstinència i practivaven no només el plaer sexual, però pitjor, l'abús de manera més que accidentalment. O d'una Església que predica la pobresa, de la qual la Cúria Pontifícia viu en gran luxe.